# Briarwood (Dakota del Norte)
Briarwood es una ciudad ubicada en el condado de Cass en el estado estadounidense de Dakota del Norte. En el censo de 2010 tenía una población de 73 habitantes y una densidad poblacional de 185,43 personas por km².

## Geografía
Briarwood se encuentra ubicada en las coordenadas 46°47′14″N 96°47′43″O / 46.78722, -96.79528. Según la Oficina del Censo de los Estados Unidos, Briarwood tiene una superficie total de 0.39 km², de la cual 0.39 km² corresponden a tierra firme y (0%) 0 km² es agua.

## Demografía
Según el censo de 2010, había 73 personas residiendo en Briarwood. La densidad de población era de 185,43 hab./km². De los 73 habitantes, Briarwood estaba compuesto por el 95.89% blancos, el 0% eran afroamericanos, el 0% eran amerindios, el 4.11% eran asiáticos, el 0% eran isleños del Pacífico, el 0% eran de otras razas y el 0% pertenecían a dos o más razas. Del total de la población el 0% eran hispanos o latinos de cualquier raza.